# Peace Vallis
La Peace Vallis è una struttura geologica della superficie di Marte.